# Episodi di Ikkitousen
Questa pagina contiene la lista degli episodi della serie televisiva anime Ikkitousen.
L'adattamento ad anime basato sul manga Ikkitousen di Yuji Shiozaki è prodotto dallo studio d'animazione J.C.Staff e diretto da Takashi Watanabe. La colonna sonora è a cura di Hiroshi Motokura. La serie è composta da quattro stagioni, delle quali soltanto la prima omonima al manga, mentre le successive con titoli differenti. In totale sono stati prodotti e trasmessi dal 2003 al 2010 49 episodi da circa 20 minuti ciascuno.
La prima stagione è composta da 13 episodi di circa 20 minuti l'uno, mentre le successive, in ordine di rilascio, sono composte da 12 episodi ciascuna e sono intitolate: Ikkitousen: Dragon Destiny (2007), Ikkitousen: Great Guardians (2008) e Ikkitousen: Xtreme Xecutor (2010).

## Ikkitousen(2003)

### Lista episodi
| Nº | Titolo italiano (traduzione letterale) Giapponese 「Kanji」 - Rōmaji | In onda           | In onda |
| Nº | Titolo italiano (traduzione letterale) Giapponese 「Kanji」 - Rōmaji | Giapponese        |         |
| 1  | I Campioni 「壱」 - Ichi                                             | 30 luglio 2003    |         |
| 2  | Confronto alla Nanyou 「弐」 - Ni                                    | 6 agosto 2003     |         |
| 3  | La mia castità è in pericolo 「参」 - San                            | 13 agosto 2003    |         |
| 4  | Duello! Taishiji Vs Sonsaku 「四」 - Yon                             | 20 agosto 2003    |         |
| 5  | Hakufu arrabbiata e il contrattacco dell'intera scuola 「伍」 - Go   | 27 agosto 2003    |         |
| 6  | Il Grande Torneo ha inizio 「六」 - Roku                             | 3 settembre 2003  |         |
| 7  | Confronto col destino 「七」 - Nana                                  | 10 settembre 2003 |         |
| 8  | Perché!?! Il tradimento di Goei 「八」 - Hachi                       | 17 settembre 2003 |         |
| 9  | Viva le terme! 「九」 - Kyuu                                         | 24 settembre 2003 |         |
| 10 | Comunicazioni 「拾」 - Jitsu                                         | 1º ottobre 2003   |         |
| 11 | Ryofu, il suo amore e la sua morte 「拾壱」 - Jitsu ichi             | 8 ottobre 2003    |         |
| 12 | Arriva l'estate nel campo delle angurie 「拾弐」 - Jitsu ni          | 15 ottobre 2003   |         |
| 13 | Arrivederci ad Hakufu e ai giorni di guerra 「拾参」 - Jitsu san     | 22 ottobre 2003   |         |

### Staff
- Regista: Takashi Watanabe
- Sceneggiatura: Takao Yoshioka
- Basato su un manga di: Yuji Shiozaki
- Character Design: Shinya Hasegawa
- Direttore artistico: Yoshinori Hirose
- Animazioni: Takashi Wada
- Direttore del suono: Tsuyoshi Takahashi

### Sigle
- Sigla iniziale: Drivin' through the Night
- Sigla finale: Let me be with You

## Ikkitousen: Dragon Destiny(2007)
Ikkitousen: Dragon Destiny (一骑当千 Dragon Destiny?, Ikkitōsen Doragon Desutinī) è la seconda delle quattro stagioni dell'anime. Composta da 12 episodi, è stata trasmessa per la prima volta su AT-X dal 26 febbraio 2007 al 14 maggio 2007, con le trasmissioni successive su Chiba TV, KBS Kyoto, TV Kanagawa, Tokyo MX, Sun Television, TV Aichie TV Saitama. Attualmente è inedita in Italia.
La stagione introduce Seito Academy il leader Gentoku Ryubi come protagonista, e si concentra sulla recente acquisizione Kyosho dell'Accademia dopo l'incidente Totaku e dei cambiamenti all'interno del suo leader Motoku Sousou. Essa introduce inoltre un anime-originale oggetto chiamato Jade Dragon, un elemento proibito che si dice di cambiare il destino di un combattente.

### Lista episodi
| Nº | Titolo italiano (traduzione letterale) Giapponese 「Kanji」 - Rōmaji | In onda          | In onda |
| Nº | Titolo italiano (traduzione letterale) Giapponese 「Kanji」 - Rōmaji | Giapponese       |         |
| 1  | I movimenti del neonato Spirito del Dragone 「龍魂胎動」             | 26 febbraio 2007 |         |
| 2  | Il risveglio del Re Diavolo 「魔王覚醒」                             | 5 marzo 2007     |         |
| 3  | Gocciola sangue, escono lacrime 「流血落涙」                         | 12 marzo 2007    |         |
| 4  | Occasione d'incontro per i due dragoni 「弐龍邂逅」                  | 19 marzo 2007    |         |
| 5  | Il Toushi crudele 「闘士無惨」                                       | 26 marzo 2007    |         |
| 6  | Un incontro con il drago dormiente 「伏龍逢着」                      | 2 aprile 2007    |         |
| 7  | Kanu si arrende 「関羽投降」                                         | 9 aprile 2007    |         |
| 8  | La grande morte di un piccolo leader 「小覇王散華」                  | 16 aprile 2007   |         |
| 9  | Un'amicizia distrutta 「友義滅裂」                                   | 23 aprile 2007   |         |
| 10 | Il cambiamento di Koukin 「公瑾流轉」                                | 30 aprile 2007   |         |
| 11 | La Guerra dei Toushi 「闘士乱戦」                                    | 7 maggio 2007    |         |
| 12 | Chibi in fiamme! 「赤壁炎上」                                        | 14 maggio 2007   |         |

### OVA: Il grande scontro finale delle sorgenti termali di Chibi
| Nº | Titolo italiano (traduzione letterale) Giapponese 「Kanji」 - Rōmaji                              |
| 1  | Le grandi tette del Seito 「第壱話 成都の爆乳」                                                   |
| 2  | La guerra delle tette del Nanyo 「第弐話 南陽の乱乳」                                             |
| 3  | Facciamo dello splendido cosplay 「第参話 コスプレ将軍呉栄」                                      |
| 4  | L'ineguagliabile ed esplosivo incontro di baseball-tette- Parte 1 「第四話 爆乳無双♥野球拳その1」 |
| 5  | L'ineguagliabile ed esplosivo incontro di baseball-tette- Parte 2 「第四話 爆乳無双♥野球拳その2」 |
| 6  | Festa conclusiva delle combattenti 「第六話 闘士どもが宴の跡」                                    |

### Staff
- Regista: Koichi Ohata
- Sceneggiatura: Takao Yoshioka
- Basato su un manga di: Yuji Shiozaki
- Animazione: Nozomu Abe
- Character Design: Shin Lin
- Direzione Artistico: Shigemi Ikeda
- Direttore Sonoro: Katsunori Shimizu
- Direttore della fotografia: Shinji Ikegami
- Direttore Musicale: Tsuyoshi Takahashi
- Produzione: Osamu Koshinaka, Shinsaku Tanaka, Takuro Hatakeyama e Yoshikazu Beniya.
- Saturazione del colore: Ryo Nakata
- Addetto alle modifiche: Shigeru Nishiyama

### Sigle
- Sigla di apertura: 「HEART&SOUL」
- Sigla di chiusura: 「Get up!」
- Song: To my daughter
- Ending: Glass Flowers

## Ikkitousen: Great Guardians(2008)
Ikkitousen: Great Guardians (一骑当千 Great Guardians?, Ikkitōsen Gurēto Gādianzu) è la terza stagione dell'anime. La serie è stata prodotta dalla Arms ed è formata da 12 episodi, è andata in onda su AT-X tra l'11 giugno e il 27 agosto 2008, con le trasmissioni successive su Chiba TV, TV Saitama, TV Aichi, TV Kanagawa, Dom Television, e Tokyo MX.
La stagione dispone di una nuovissima trama con Chokyo, la sorella minore Hakufu e la controparte giapponese di Xiao Qiao, introducendo un altro Saji Genpou come un antagonista, e il ritorno di Ryofu Hosen, un personaggio che in precedenza è morto nella prima stagione.

### Lista episodi
| Nº | Titolo italiano (traduzione letterale) Giapponese 「Kanji」 - Rōmaji                                       | In onda        | In onda |
| Nº | Titolo italiano (traduzione letterale) Giapponese 「Kanji」 - Rōmaji                                       | Giapponese     |         |
| 1  | L'arte della guerra è di vitale importanza per lo Stato 「兵は国の大事なり」 - Hei ha kuni no daiji nari   | 11 giugno 2008 |         |
| 2  | L'arte della guerra si basa sull'inganno 「兵とは詭道なり」 - Hei to ha kidou nari                         | 18 giugno 2008 |         |
| 3  | I morti non tornano in vita 「死者は復た生くべからず」 - Shisha ha fuku ta nama kube karazu                | 25 giugno 2008 |         |
| 4  | Tratta i tuoi soldati come figli 「卒を視ること嬰児のごとし」 - Sotsu o miru koto eiji no gotoshi          | 2 luglio 2008  |         |
| 5  | Non combattere, se la posizione non è favorevole 「危うきに非ざれば戦わず」                                | 9 luglio 2008  |         |
| 6  | Impiega come spie i soldati più abili 「上智を以て間者と為す」                                             | 16 luglio 2008 |         |
| 7  | All'inizio sii come una giovane vergine 「始めは処女の如く」                                               | 23 luglio 2008 |         |
| 8  | Così egli impone la sua volontà ai nemici... 「人を致して人に致されず」                                    | 30 luglio 2008 |         |
| 9  | Un'analisi attenta porta alla vittoria, una superficiale alla sconfitta 「算多きは勝ち、算少なきは勝たず」 | 6 agosto 2008  |         |
| 10 | Un buon generale mira a rovinare i piani del nemico 「上兵は謀を伐つ」                                     | 13 agosto 2008 |         |
| 11 | Assumere l'iniziativa garantisce la sconfitta del nemico 「先ずその愛する所を奪う」                        | 20 agosto 2008 |         |
| 12 | Destinati a ritrovarsi dopo una lunga separazione 「専まりて一と為る」                                     | 27 agosto 2008 |         |

### Staff
- Regista: Koichi Ohata
- Basato su un manga di: Yuji Shiozaki
- Animatorore: Abe Nozomu
- Composizione: Masanao Akahoshi
- Direttore artistico: Shigemi Ikeda
- Direttore della fotografia: Shinji Ikegami
- Direttore sonoro: Shimizu Katsunori
- Saturazione del colore: Nakata Ryoudai
- Musiche: Yasuharu Takanashi
- Character design e direttore d'animazione: Rin Shin
- Produzione: Hisato Usui, Nobusaku Tanaka, Osamu Ecchu, Takuro Hatakeyama e Yasuhiro Mikami

### Sigle
- Sigla di apertura: 「No×Limit!」
- Sigla di chiusura: 「影〜shape of shadow〜」

## Ikkitousen: Xtreme Xecutor(2010)
La quarta stagione della serie Ikkitousen è intitolata Ikkitousen: Xtreme Xecutor (一骑当千 XTREME XECUTOR?, Ikkitōsen Ekustorīmu Eguzekutā). Prodotta da TNK e Arms, la serie è scritta e diretta da Koichi Ohata con le musiche di Yasuharu Takanashi, il character design è curato da Rin Shin e Junji Goto. La produzione è di Hiromasa Minami, Hisato Usui, Keisuke Kawai, Shinsaku Tanaka e Takuro Hatakeyama. Composta da dodici episodi è andata in onda su AT-X tra il 26 marzo e l'11 giugno 2010, con le trasmissioni successive su Chiba TV, TVK, TV Saitama, Tokyo MX, TV Aichi e SUN Television.
La stagione introduce due nuove scuole, Nanban High School e Ryoshu Academy, l'ultima delle quali è stata la scuola originale dal one-shot capitolo pilota della serie manga e introduce Kentei, l'equivalente giapponese dell'imperatore Xian, come un antagonista.

### Lista episodi
| Nº | Titolo italiano Giapponese 「Kanji」 - Rōmaji             | In onda        | In onda |
| Nº | Titolo italiano Giapponese 「Kanji」 - Rōmaji             | Giapponese     |         |
| 1  | Combattente bagnato 「濡れる闘士」 - Nureru Tōshi         | 26 marzo 2010  |         |
| 2  | Compagni riuniti 「集う仲間」 - Tsudō Nakama              | 2 aprile 2010  |         |
| 3  | L'allenamento del leone 「鍛える獅子」 - Kitaeru Shishi   | 9 aprile 2010  |         |
| 4  | L'agguato del demone 「招く悪魔」 - Maneku Akuma          | 16 aprile 2010 |         |
| 5  | Legami dell'anima 「魂の絆」 - Tamashii no Kizuna         | 23 aprile 2010 |         |
| 6  | Circondati dalle zanne 「群がる牙」 - Muragaru Kiba       | 30 aprile 2010 |         |
| 7  | Lacrime silenti 「沈黙の涙」 - Chinmoku no Namida         | 7 maggio 2010  |         |
| 8  | Pugni a raccolta 「再会は拳」 - Saikai ha Kobushi         | 14 maggio 2010 |         |
| 9  | Amore furioso 「怒る愛」 - Ikaru Ai                       | 21 maggio 2010 |         |
| 10 | Uno squarcio nell'oscurità 「裂かれた闇」 - Sakareta Yami | 28 maggio 2010 |         |
| 11 | Il castello in fiamme 「燃える城」 - Moeru Shiro          | 4 giugno 2010  |         |
| 12 | Futuro infinito 「未来無限」 - Mirai Mugen                | 11 giugno 2010 |         |

### OVA: Sei Sogni
| Nº | Titolo italiano (traduzione letterale) Giapponese 「Kanji」 - Rōmaji                        | Prima edizione | Prima edizione |
| Nº | Titolo italiano (traduzione letterale) Giapponese 「Kanji」 - Rōmaji                        | Giapponese     |                |
| 1  | No! Non una ribellione!? - La crisi del leader Chuubou!! 「まさかの反乱!?頭主存亡の危機!!」 | -              |                |
| 2  | E' disceso un angelo!? - Il vero amore messo alla prova!! 「天使降臨!?試される真実の愛!!」  | -              |                |
| 3  | Pizzicottone!? - Un pericoloso acchiapparello!! 「大ピンチ!?危険な鬼ゴッコ!!」              | -              |                |
| 4  | Tutti bocciati!? - Arriva l'insegnante più temibile!! 「全員落第!?最強教師登場!!」          | -              |                |
| 5  | Un grande scontro!? - Superiori contro Medie!! 「大激突!?高等部VS中等部!!」                 | -              |                |
| 6  | Che avventura!? - Caccia al Drago nella Valle Infernale!! 「大冒険!?地獄谷の竜退治!!」      | -              |                |

### Staff
- Regista: Koichi Ohata
- Basato su un manga di: Yuji Shiozaki
- Character design e direttore d'animazione: Junji Goto
- Supervisione: Shinsaku Tanaka
- Direttore artistico: Kono Jiro
- Saturazione del colore: Keiko Kai
- Direttore della fotografia: Shoichi Komuro
- Direttore sonoro: Shimizu Katsunori
- Musiche: Takanashi Yasuharu
- Produzione: Keisuke Kawai, Hiromasa Minami, Usui Hisato, Takuro Hatakeyama e Shinsaku Tanaka

### Sigle
- Sigla di apertura: 「Stargazer」
- Sigla di chiusura: 「Endless Soul - L'anima del guerriero」
- Sigla di chiusura dell'ultimo episodio: 「Warrior's Cry」

## Ikkitousen: Extravaganza Epoch OVA(2014)
| Nº | Giapponese 「Kanji」 - Rōmaji | Prima edizione   | Prima edizione |
| Nº | Giapponese 「Kanji」 - Rōmaji | Giapponese       |                |
| 1  |                               | 21 dicembre 2014 |                |
| 2  |                               | 27 dicembre 2014 |                |